# Laingsburg (gemeente)
Laingsburg (officieel Laingsburg Plaaslike Munisipaliteit) is een gemeente in het Zuid-Afrikaanse district Sentraal-Karoo.
Laingsburg ligt in de provincie West-Kaap en telt 8289 inwoners.

## Hoofdplaatsen
Laingsburg is op zijn beurt nog eens verdeeld in 4 hoofdplaatsen (Afrikaans: nedersettings) en de hoofdstad van de gemeente is de gelijknamige hoofdplaats Laingsburg. 
- Laingsburg
- Bergsig
- Goldnerville
- Matjiesfontein